# Heilig Hartbeeld (Boekel)
Het Heilig Hartbeeld is een standbeeld in de Nederlandse plaats Boekel in de provincie Noord-Brabant.

## Achtergrond
Architect Joseph Franssen bouwde de Sint-Agathakerk die in 1925 in gebruik werd genomen. Op het plein voor de kerk werd een Heilig Hartbeeld geplaatst dat werd gemaakt in het Bossche atelier Van Bokhoven en Jonkers. Het werd later verplaatst naar de zijkant van het plein, links van de entree. 

## Beschrijving
Het beeld toont een staande Christus, gekleed in een lang gewaad. Hij houdt zijn rechterhand zegenend geheven en wijst met zijn linkerhand naar zijn borst, waar het vlammende Heilig Hart, omwonden door een doornenkroon, zichtbaar is.
Op de sokkel is in reliëf een christusmonogram aangebracht, met aan weerszijden de letters Alfa en Omega. Daaronder de tekst 

ALLERHEILIGST
HART VAN JEZUS
ONTFERM U ONZER